# 幽霊の辻
幽霊の辻（ゆうれんのつじ、ゆうれいのつじ）は、落語の演目の一つ。

## 概要
1977年（昭和52年）、会社員だった小佐田定雄が、上方の2代目桂枝雀のために書き下ろした新作落語。小佐田はこの演目をきっかけに落語作家としてのキャリアをスタートさせた。東京でも3代目柳家権太楼などが演じる。
はめものによる演出など、怪談噺のような特徴を備えているが、主人公の滑稽な狼狽ぶりを通じて、怪奇現象よりも人間の恐怖感自体に大きく焦点を当てたストーリーとなっている。
作中で言及される「堀越村」の名は、『お玉牛』など、上方落語の舞台として多く登場する｡

## あらすじ
預かった手紙を「堀越村」に届けるために歩いている男は、道に迷って、見知らぬ峠に入り込んでしまう。日が暮れかかり、急に心細くなった男は茶店を見つけ、顔を出した老婆に堀越村までの道のりを尋ねる。
道を説明する老婆が言及する地名や道しるべは、「水子池」「獄門地蔵」「父追橋（てておいばし）」といった、不吉なものばかり。男が思わず由来を尋ねるたびに、老婆は人の死にまつわるそれらの由来を恐ろしげに語って聞かせ、「池の横を通るたびに赤ん坊の泣き声がし、人を引きずり込む」「地蔵の首が飛びまわって人に噛みつく」などと、それぞれの場所で怪奇現象が起こることを男に教え、ちょうちんを貸す。
男は池を半狂乱になりながら通過するが、結局声などしなかった。地蔵の首も飛ばず、橋でも何も起こらなかった。男はそれでも恐怖感がおさまらず、たまらず駆け出すと、峠の交差路「幽霊の辻」の「首くくりの松」の陰から飛び出してきた若い娘と鉢合わせになり、思わず叫び声をあげ、失神しそうになる。
「何を怖がっておられるのですか」「てっきり幽霊かと思ったじゃないか」「私を幽霊じゃないと思っているの?」
娘の姿が、スッと消えた。

## バリエーション
- 3代目柳家権太楼は、上記の展開のあとに「お客さん、お化け屋敷の出口はあちらですよ」と言う係員を登場させ、実はお化け屋敷が舞台であった、というサゲにしている。